# Roupen Ier
Roupen Ier (en arménien Ռուբեն Ա), mort en 1095, fut un seigneur de Bartzeberd et le fondateur de la dynastie des Roupénides.

## Origine familiale
Le chroniqueur arménien Mathieu d'Édesse en fait un parent de Gagik II Bagratouni, le dernier roi d'Arménie, information reprise par les Lignages d'Outremer, mais n'en fait pas pour autant un Bagratouni. On sait également que :
- il serait issu également des Sénék'rim et des princes de Siounie (Siunik) ;
- selon le chroniqueur arabe  Kamâl al-Dîn, son descendant Léon II est issu de Bardas al-Fakkas ;
- un Roupenès est stratège de Larissa et d'Hellados en 1018 et marié à une fille de Jean Dermokaitès et d'une Phokaina.

Des historiens se sont penchés sur ces prétentions familiales, ainsi que sur l'onomastique, pour proposer la reconstitution familiale suivante :
|                                    |                                    |                                    |                                    |                                    |                                    |                                 |                                 |                          |                          |                      |                      |             |             | Bardas Phocas usurpateur |             |                                   |                                   |                                       |                                       |                                       |                                       |                                       |                                       |  |  |               |               |               |               |                                  |                                  |                                  |                                  |                                  |                                  |                                 |                                 |                                 |                                 |  |  |
|                                    |                                    |                                    |                                    |                                    |                                    |                                 |                                 |                          |                          |                      |                      |             |             |                          |             |                                   |                                   |                                       |                                       |                                       |                                       |                                       |                                       |  |  |               |               |               |               |                                  |                                  |                                  |                                  |                                  |                                  |                                 |                                 |                                 |                                 |  |  |
|                                    |                                    |                                    |                                    |                                    |                                    | Jean Dermokaitès                | Jean Dermokaitès                | Jean Dermokaitès         | Jean Dermokaitès         | Jean Dermokaitès     | Jean Dermokaitès     |             |             | Ne Phokaina              | Ne Phokaina | Ne Phokaina                       | Ne Phokaina                       | Ne Phokaina                           | Ne Phokaina                           |                                       |                                       |                                       |                                       |  |  |               |               |               |               | Gagik Ier roi d'Arménie († 1020) | Gagik Ier roi d'Arménie († 1020) | Gagik Ier roi d'Arménie († 1020) | Gagik Ier roi d'Arménie († 1020) | Gagik Ier roi d'Arménie († 1020) | Gagik Ier roi d'Arménie († 1020) |                                 |                                 |                                 |                                 |  |  |
|                                    |                                    |                                    |                                    |                                    |                                    | Jean Dermokaitès                | Jean Dermokaitès                | Jean Dermokaitès         | Jean Dermokaitès         | Jean Dermokaitès     | Jean Dermokaitès     |             |             | Ne Phokaina              | Ne Phokaina | Ne Phokaina                       | Ne Phokaina                       | Ne Phokaina                           | Ne Phokaina                           |                                       |                                       |                                       |                                       |  |  |               |               |               |               | Gagik Ier roi d'Arménie († 1020) | Gagik Ier roi d'Arménie († 1020) | Gagik Ier roi d'Arménie († 1020) | Gagik Ier roi d'Arménie († 1020) | Gagik Ier roi d'Arménie († 1020) | Gagik Ier roi d'Arménie († 1020) |                                 |                                 |                                 |                                 |  |  |
|                                    |                                    |                                    |                                    |                                    |                                    |                                 |                                 |                          |                          |                      |                      |             |             |                          |             |                                   |                                   |                                       |                                       |                                       |                                       |                                       |                                       |  |  |               |               |               |               |                                  |                                  |                                  |                                  |                                  |                                  |                                 |                                 |                                 |                                 |  |  |
|                                    |                                    |                                    |                                    |                                    |                                    |                                 |                                 |                          |                          |                      |                      |             |             |                          |             |                                   |                                   |                                       |                                       |                                       |                                       |                                       |                                       |  |  |               |               |               |               |                                  |                                  |                                  |                                  |                                  |                                  |                                 |                                 |                                 |                                 |  |  |
|                                    |                                    | Roupenès strat. Hellados (1018)    | Roupenès strat. Hellados (1018)    | Roupenès strat. Hellados (1018)    | Roupenès strat. Hellados (1018)    | Roupenès strat. Hellados (1018) | Roupenès strat. Hellados (1018) |                          |                          | Ne                   | Ne                   | Ne          | Ne          | Ne                       | Ne          |                                   |                                   | Sénéqérim roi de Vaspourakan († 1026) | Sénéqérim roi de Vaspourakan († 1026) | Sénéqérim roi de Vaspourakan († 1026) | Sénéqérim roi de Vaspourakan († 1026) | Sénéqérim roi de Vaspourakan († 1026) | Sénéqérim roi de Vaspourakan († 1026) |  |  | Kouschkousch  | Kouschkousch  | Kouschkousch  | Kouschkousch  | Kouschkousch                     | Kouschkousch                     |                                  |                                  | Achot IV roi d'Arménie († 1039)  | Achot IV roi d'Arménie († 1039)  | Achot IV roi d'Arménie († 1039) | Achot IV roi d'Arménie († 1039) | Achot IV roi d'Arménie († 1039) | Achot IV roi d'Arménie († 1039) |  |  |
|                                    |                                    | Roupenès strat. Hellados (1018)    | Roupenès strat. Hellados (1018)    | Roupenès strat. Hellados (1018)    | Roupenès strat. Hellados (1018)    | Roupenès strat. Hellados (1018) | Roupenès strat. Hellados (1018) |                          |                          | Ne                   | Ne                   | Ne          | Ne          | Ne                       | Ne          |                                   |                                   | Sénéqérim roi de Vaspourakan († 1026) | Sénéqérim roi de Vaspourakan († 1026) | Sénéqérim roi de Vaspourakan († 1026) | Sénéqérim roi de Vaspourakan († 1026) | Sénéqérim roi de Vaspourakan († 1026) | Sénéqérim roi de Vaspourakan († 1026) |  |  | Kouschkousch  | Kouschkousch  | Kouschkousch  | Kouschkousch  | Kouschkousch                     | Kouschkousch                     |                                  |                                  | Achot IV roi d'Arménie († 1039)  | Achot IV roi d'Arménie († 1039)  | Achot IV roi d'Arménie († 1039) | Achot IV roi d'Arménie († 1039) | Achot IV roi d'Arménie († 1039) | Achot IV roi d'Arménie († 1039) |  |  |
|                                    |                                    |                                    |                                    |                                    |                                    |                                 |                                 |                          |                          |                      |                      |             |             |                          |             |                                   |                                   |                                       |                                       |                                       |                                       |                                       |                                       |  |  |               |               |               |               |                                  |                                  |                                  |                                  |                                  |                                  |                                 |                                 |                                 |                                 |  |  |
|                                    |                                    |                                    |                                    |                                    |                                    |                                 |                                 |                          |                          |                      |                      |             |             |                          |             |                                   |                                   |                                       |                                       |                                       |                                       |                                       |                                       |  |  |               |               |               |               |                                  |                                  |                                  |                                  |                                  |                                  |                                 |                                 |                                 |                                 |  |  |
|                                    |                                    |                                    |                                    |                                    |                                    | T'orosak (=Thoros ?)            | T'orosak (=Thoros ?)            | T'orosak (=Thoros ?)     | T'orosak (=Thoros ?)     | T'orosak (=Thoros ?) | T'orosak (=Thoros ?) |             |             |                          |             |                                   |                                   | Ne                                    | Ne                                    | Ne                                    | Ne                                    | Ne                                    | Ne                                    |  |  | Atom († 1080) | Atom († 1080) | Atom († 1080) | Atom († 1080) | Atom († 1080)                    | Atom († 1080)                    |                                  |                                  | Gagik II roi d'Arménie († 1079)  | Gagik II roi d'Arménie († 1079)  | Gagik II roi d'Arménie († 1079) | Gagik II roi d'Arménie († 1079) | Gagik II roi d'Arménie († 1079) | Gagik II roi d'Arménie († 1079) |  |  |
|                                    |                                    |                                    |                                    |                                    |                                    | T'orosak (=Thoros ?)            | T'orosak (=Thoros ?)            | T'orosak (=Thoros ?)     | T'orosak (=Thoros ?)     | T'orosak (=Thoros ?) | T'orosak (=Thoros ?) |             |             |                          |             |                                   |                                   | Ne                                    | Ne                                    | Ne                                    | Ne                                    | Ne                                    | Ne                                    |  |  | Atom († 1080) | Atom († 1080) | Atom († 1080) | Atom († 1080) | Atom († 1080)                    | Atom († 1080)                    |                                  |                                  | Gagik II roi d'Arménie († 1079)  | Gagik II roi d'Arménie († 1079)  | Gagik II roi d'Arménie († 1079) | Gagik II roi d'Arménie († 1079) | Gagik II roi d'Arménie († 1079) | Gagik II roi d'Arménie († 1079) |  |  |
|                                    |                                    |                                    |                                    |                                    |                                    |                                 |                                 |                          |                          |                      |                      |             |             |                          |             |                                   |                                   |                                       |                                       |                                       |                                       |                                       |                                       |  |  |               |               |               |               |                                  |                                  |                                  |                                  |                                  |                                  |                                 |                                 |                                 |                                 |  |  |
|                                    |                                    |                                    |                                    |                                    |                                    |                                 |                                 |                          |                          |                      |                      |             |             |                          |             |                                   |                                   |                                       |                                       |                                       |                                       |                                       |                                       |  |  |               |               |               |               |                                  |                                  |                                  |                                  |                                  |                                  |                                 |                                 |                                 |                                 |  |  |
| Gagik-Abas II roi de Kars († 1080) | Gagik-Abas II roi de Kars († 1080) | Gagik-Abas II roi de Kars († 1080) | Gagik-Abas II roi de Kars († 1080) | Gagik-Abas II roi de Kars († 1080) | Gagik-Abas II roi de Kars († 1080) |                                 |                                 | Gourandouxt              | Gourandouxt              | Gourandouxt          | Gourandouxt          | Gourandouxt | Gourandouxt |                          |             | Roupen Sgr de Bartzeberd († 1095) | Roupen Sgr de Bartzeberd († 1095) | Roupen Sgr de Bartzeberd († 1095)     | Roupen Sgr de Bartzeberd († 1095)     | Roupen Sgr de Bartzeberd († 1095)     | Roupen Sgr de Bartzeberd († 1095)     |                                       |                                       |  |  |               |               |               |               |                                  |                                  |                                  |                                  | Yovhannès                        | Yovhannès                        | Yovhannès                       | Yovhannès                       | Yovhannès                       | Yovhannès                       |  |  |
| Gagik-Abas II roi de Kars († 1080) | Gagik-Abas II roi de Kars († 1080) | Gagik-Abas II roi de Kars († 1080) | Gagik-Abas II roi de Kars († 1080) | Gagik-Abas II roi de Kars († 1080) | Gagik-Abas II roi de Kars († 1080) |                                 |                                 | Gourandouxt              | Gourandouxt              | Gourandouxt          | Gourandouxt          | Gourandouxt | Gourandouxt |                          |             | Roupen Sgr de Bartzeberd († 1095) | Roupen Sgr de Bartzeberd († 1095) | Roupen Sgr de Bartzeberd († 1095)     | Roupen Sgr de Bartzeberd († 1095)     | Roupen Sgr de Bartzeberd († 1095)     | Roupen Sgr de Bartzeberd († 1095)     |                                       |                                       |  |  |               |               |               |               |                                  |                                  |                                  |                                  | Yovhannès                        | Yovhannès                        | Yovhannès                       | Yovhannès                       | Yovhannès                       | Yovhannès                       |  |  |
|                                    |                                    |                                    |                                    |                                    |                                    |                                 |                                 |                          |                          |                      |                      |             |             |                          |             |                                   |                                   |                                       |                                       |                                       |                                       |                                       |                                       |  |  |               |               |               |               |                                  |                                  |                                  |                                  |                                  |                                  |                                 |                                 |                                 |                                 |  |  |
|                                    |                                    |                                    |                                    | Maria issue des Phokadai           | Maria issue des Phokadai           | Maria issue des Phokadai        | Maria issue des Phokadai        | Maria issue des Phokadai | Maria issue des Phokadai |                      |                      |             |             |                          |             | Maison roupénide                  | Maison roupénide                  | Maison roupénide                      | Maison roupénide                      | Maison roupénide                      | Maison roupénide                      |                                       |                                       |  |  |               |               |               |               |                                  |                                  |                                  |                                  | Achot († 1080)                   | Achot († 1080)                   | Achot († 1080)                  | Achot († 1080)                  | Achot († 1080)                  | Achot († 1080)                  |  |  |

Cette parenté avec les différentes dynasties royales arméniennes pourrait expliquer le prestige de sa lignée et la prééminence de celle-ci en Arménie cilicienne.

## Biographie
Il quitta l'Arménie lorsque les Seldjoukides en firent la conquête et se dirigea en Cilicie, avec nombre d'autres Arméniens. En 1080, après le massacre des différents princes arméniens par les Byzantins, il s'installa à Bartzeberd, l'un des points les plus inaccessibles de la montagne cilicienne. Vers la même époque, Héthoum, un compatriote, s'installe à Lampron et fonde la famille des Héthoumides. Les deux familles restent longtemps rivales, avant de se réunir par mariage.
Roupen meurt à Kormogolo en 1095 et est inhumé à Castalon.
D'une épouse inconnue, il avait eu :
- Constantin Ier, seigneur de Bartzeberd et de Vahka ;
- peut-être Thoros, père d'Arda, femme du roi Baudouin Ier de Jérusalem[3], mais cette parenté semble reposer sur des confusions entre plusieurs nobles arméniens.